# 叶苔纲
叶苔纲（学名：Jungermanniopsida），是地錢門下的一个纲。

## 目
- 小叶苔目 Fossombroniales
- 叶苔目 Jungermanniales
- 叉苔目 Metzgeriales
- 带叶苔目 Pallaviciniales
- 溪苔目 Pelliales
- 紫叶苔目 Pleuroziales
- 光萼苔目 Porellales
- 毛叶苔目 Ptilidiales